# Lota Chukwu
Ugwu Lotachukwu Jacinta Obianuju Amelia es una actriz nigeriana conocida como Lota Chukwu. Ganó popularidad al participar en la serie Jenifa's Diary junto a Funke Akindele y Juliana Olayode.

## Biografía
Lota nació en Nsukka, estado de Enugu, Nigeria, pero se crio principalmente en Benín. Es la menor de cuatro hermanos. Estudió Economía Agrícola en la Universidad de Benín y actuación en la Royal Arts Academy en Lagos, Nigeria.

## Carrera
Antes de dedicarse a la actuación, fue modelo y participó en Most Beautiful Girl Nigeria 2011, representando al estado de Yobe. Debutó como actriz el mismo año, pero se hizo popular en Jenifa's Dairy por su personaje "Kiki". También ha participado en películas como The Royal Hibiscus Hotel, Falling, Fine Girl, The Arbitration  y Dognapped.
Fue presentada como personaje principal en el vídeo 'Ponmile del cantante Reminisce, así como en el vídeo Why so serius de Aramida.

## Filmografía
| Año       | Título            | Personaje      | Director              |
| --------- | ----------------- | -------------- | --------------------- |
| 2020      | When Life Happens | Betty          | Okey Ifeanyi          |
|           | Deadly Instincts  | Protagonista   | Yemi Morafa           |
|           | The Perfect Plan  | Principal      | Uzodinma Okpechi      |
|           | Wind Chasers      | Reparto        | Uzodinma Okpechi      |
|           | Spotlight         | Protagonista   | Sunkanmi Adebayo      |
|           | Falling           | Coprotagonista | Niyi Akinmolayan      |
|           | Dognapped         | Coprotagonista | Kayode Kasum          |
|           | Fine Girl         | Protagonista   | Uduak Isong Oguamanam |
|           | The Arbitration   | Coprotagonista | Niyi Akinmolayan      |
| 2015-2018 | Jenifa's Diary    | Coprotagonista | Funke Akindele        |

## Premios y nominaciones
| Año  | Evento                            | Premio                                        | Resultado |
| ---- | --------------------------------- | --------------------------------------------- | --------- |
| 2016 | Premios Scream All Youth          | Revelación cinematográfica del año (femenina) | Nominada  |
| 2017 | Premios City People Entertainment | Mejor actriz revelación del año (inglés)      | Nominada. |